# Yamashiro (1915)

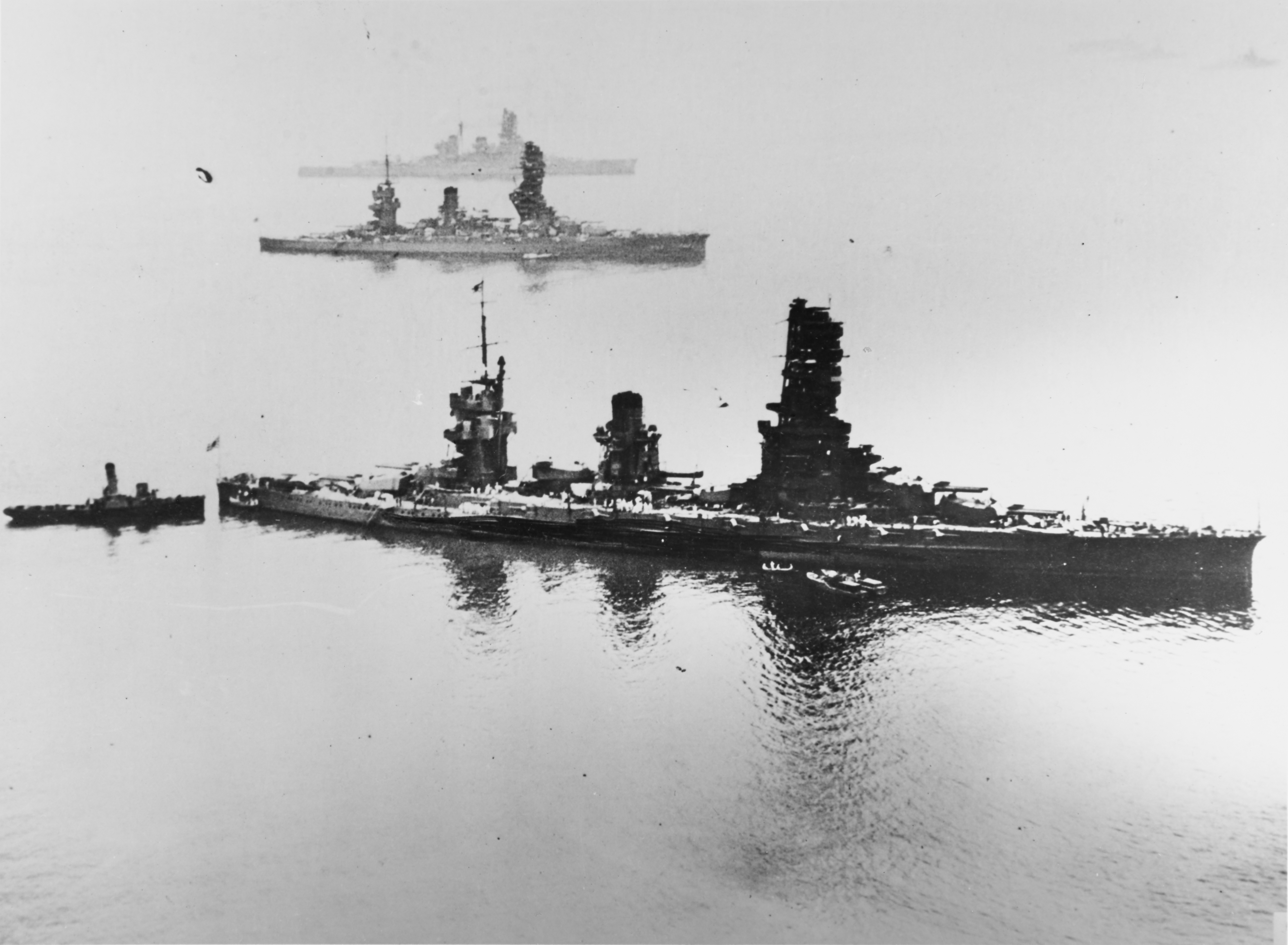
Yamashiro, Fuso i Haruna

Yamashiro (jap. 山城) – japoński pancernik typu Fuso (drugi okręt tego typu to „Fusō”) z okresu I i II wojny światowej. Był pierwszym japońskim okrętem wyposażonym w katapultę dla samolotów. Nazwa pochodzi od nazwy prowincji w Japonii.

## Historia
Uczestniczył w bitwie o Leyte, jako flagowy okręt admirała Shōji Nishimura. 25 października 1944, został trafiony co najmniej dwiema torpedami z amerykańskich niszczycieli w Cieśninie Surigao, mimo to płynął dalej, aż dostał się pod ogień klasycznej linii pięciu amerykańskich pancerników oraz licznych krążowników i niszczycieli. Po siedmiu minutach ostrzału próbował dokonać zwrotu i uciec, ale wówczas trafiły go kolejne dwie torpedy wystrzelone przez niszczyciel „Newcomb”. „Yamashiro” wywrócił się i w ciągu ośmiu minut zatonął. Był to ostatni pancernik ostrzelany i uszkodzony przez inny pancernik, ok. godz. 4.15 trafiło go kilka pocisków wystrzelonych z pancernika „Mississippi” pod koniec starcia. Od tej pory w historii wojen nie zanotowano już żadnego pojedynku artyleryjskiego pancerników.